# Marguerite de Rothschild
Margaretha, dite Marguerite de Rothschild, duchesse de Gramont, est née à Francfort-sur-le-Main le 19 septembre 1855 et morte à Paris le 25 juillet 1905.

## Biographie
Fille du baron Mayer Carl von Rothschild (1820-1886), de la branche dite de Naples, et de Louise von Rothschild (1820-1894), de la branche dite de Londres (cf. Famille Rothschild), Marguerite de Rothschild se convertit au catholicisme afin d'épouser Agénor de Gramont, duc de Guiche. 
« On ne pouvait pas trouver d'être plus charmant que Marguerite de Rothschild, écrit la comtesse de Martel. Grande, avec d'admirables yeux très doux ; un teint éblouissant et une bouche qui ressemblait à une fleur. » La comtesse de Martel (la romancière Gyp) l'introduit chez les Gramont où elle tombe amoureuse du jeune duc de Guiche et refuse d'épouser son cousin le baron Edmond de Rothschild, que son père avait prévu de lui donner pour mari. Si la mère de Marguerite l'approuve, son père refuse de se rendre à son mariage et va jusqu'à la déshériter.
Le 10 décembre 1878, Marguerite de Rothschild épouse à Paris, Agénor de Gramont (1851-1925), fils d'Agénor de Gramont (1819-1880), duc de Gramont, ancien ministre des Affaires étrangères de Napoléon III.
Ils eurent trois enfants :
- Antoine Agénor Armand, duc de Guiche puis duc de Gramont (1879-1962), qui épousera Élaine Greffulhe ;
- Corisande (1880-1977, marquise Hélie de Noailles ;
- Louis-René, comte de Gramont (1883-1963).

À la mort du baron Mayer Carl von Rothschild en octobre 1886, la mère de Marguerite et ses six sœurs décident de la réintégrer dans la succession : elle hérite alors de 60 millions de francs-or. La fille du premier mariage du duc de Gramont  rapporte dans ses Souvenirs que par tact, pendant plusieurs années, la famille ne voulut rien changer à son train de vie. En 1888, les Gramont quittent leur appartement de la rue François-Ier pour un hôtel particulier aux Invalides, puis pour un vaste hôtel sur les Champs-Élysées. 
La duchesse de Gramont y donne de grandes réceptions où se pressent le Faubourg Saint-Germain et le Faubourg Saint-Honoré. Elle se lie particulièrement avec Madame Straus et Mrs Meredith Howland. Grande et belle femme brune, sérieuse, sans ostentation, elle a un grand sens du devoir. Pendant l'affaire Dreyfus, elle parvient à tenir son salon à l'écart de la controverse.

## Résidences
- Melun (Seine-et-Marne).

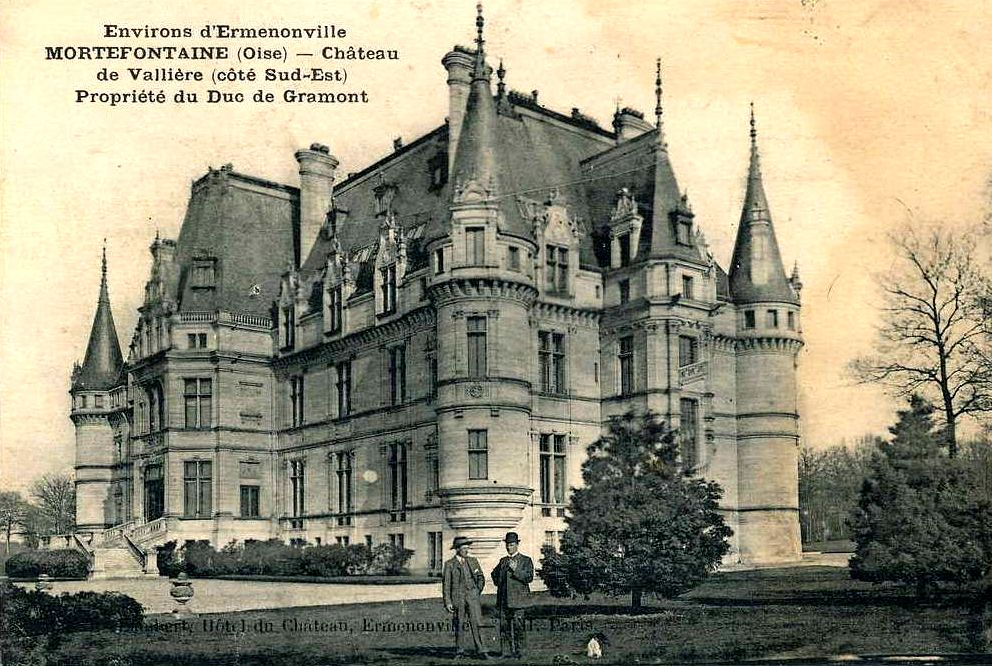
Château de Vallière, près de Paris.

- Appartement 1 rue François Ier (Paris, 8e arrondissement).
- Puis en 1888 : Hôtel particulier rue de Constantine, à l'angle de la rue Saint-Dominique (appartenant à la princesse de Sagan et dépendant de l'hôtel de Monaco) et château de Vallière.
- Puis : hôtel particulier rue de Chaillot (aujourd'hui rue Quentin-Bauchart) à l'angle de l'avenue des Champs-Élysées (aujourd'hui détruit).